# 보수주의 신학
보수주의 신학(conservative theology)이란 기존 전통의 교리를 파수하고 새로운 신학적 경향을 조심스러워하는 기독교 신학의 분야이다. 한국에서는 주로  대한예수교장로회(고신) 교단과 대한예수교장로회(합동) 합동측의 신학적 경향을 보수주의 신학이라고 말한다. 보수주의 신학은 보통 근본주의 신학이라고 불린다. 근본적인 원리와 전통을 고수하기 때문이다. 이에 대해 자유주의 신학이란 역사적 전통과 교리보다는 새로운 원리와 방법에 근거하여 신학적 체계를 세우는 신학이다. 자유주의 신학이라는 이름은 독일의 슐라이에르마허가 이런 방식을 사용했기 때문에 그를 가리켜 자유주의 신학의 아버지라고 부른다. 엄밀한 의미에서 자유주의 신학은 기독교가 아니지만 학문적인 영역에서 기독교 신학에서 취급한다. 한국에서는 민중신학을 제외하고는 객관적으로 학문적으로 자유주의 신학자라고 이름 붙일 만한 인물은 많지 않다. 주로 강한 신정통주의적 혹은 진보주의적 신학이 보수주의 신학과 대립적 관계에 있다.

## 같이 보기
근본주의 신학
- 해방 신학
- 민중신학
- 여성 신학(Feminist theology)
- 흑인 신학
- 퀴어 신학
- 현대신학